# Buttenwiesen
Buttenwiesen – miejscowość i gmina w Niemczech, w kraju związkowym Bawaria, w rejencji Szwabia, w regionie Augsburg, w powiecie Dillingen an der Donau. Leży częściowo na terenie Parku Natury Augsburg – Westliche Wälder, na obrzeżach Jury Szwabskiej, około 17 km na północny wschód od Dillingen an der Donau, nad rzeką Zusam.

## Dzielnice
W skład gminy wchodzą następujące dzielnice:
Buttenwiesen, Frauenstetten, Lauterbach, Oberthürheim, Pfaffenhofen an der Zusam, Unterthürheim, Wortelstetten.

## Demografia
| Rok  | Liczba mieszk. |
| ---- | -------------- |
| 1970 | 4 490          |
| 1987 | 4 864          |
| 2000 | 5627           |

## Zabytki
- Kościół pw. Św. Trójcy (Heilige Dreifaltigkeit)
- synagoga
- Kościół filialny w dzielnicy Vorderried
- Kościół św. Anny (St. Anna) w dzielnicy Frauenkirchen
- Kaplica św. Stefana (St. Stefan) w dzielnicy Hinterrried
- Kościół pw. św. Stefana (St. Stefan) w dzielnicy Lauterbach, wybudowany w latach 1727 - 1728
- Kościół św. Mikołaja (St. Nikolaus) w dzielnicy Oberthürheim, wybudowany w 1596, z barokowymi stacjami drogi krzyżowej z klasztoru Fultenbach w Holzheimie

## Polityka
Wójtem gminy jest Norbert Beutmüller, rada gminy składa się z 20 osób.
|      | SPD | Zieloni | FWG Lauterbach | FWG | FWG Unterthürheim | BV Pfaffenhofen an der Zusam | FWG Wortelstetten-Neuweiler | BB Frauenstetten-Hinterried | WHLU | FWG Oberthürheim | Razem |
| 2008 | -   | 1       | 4              | 3   | 3                 | 3                            | 2                           | 2                           | 1    | 1                | 20    |
| 2002 | 1   | 1       | 4              | 4   | 3                 | 2                            | 2                           | 1                           | 1    | 1                | 20    |

## Oświata
W gminie znajduje się 5 przedszkoli oraz szkoły podstawowe w Pfaffenhofen (271 uczniów) i Lauterbach.